# Mirifici Logarithmorum Canonis Descriptio
Mirifici Logarithmorum Canonis Descriptio (Descrizione del meraviglioso canone dei logaritmi, 1614) e Mirifici Logarithmorum Canonis Constructio (Costruzione del meraviglioso canone dei logaritmi, 1619) sono due libri in latino, scritti dal matematico scozzese Nepero (John Napier), che espongono il metodo dei logaritmi. Mentre altri matematici si erano avvicinati all'idea dei logaritmi, in particolare Jost Bürgi, fu Nepero che per primo pubblicò il concetto, insieme a tabelle precalcolate di facile utilizzo.
Prima dell’introduzione dei logaritmi, i calcoli numerici ad alta precisione che comportavano moltiplicazione, divisione ed estrazione delle radici erano laboriosi e soggetti a errori. I logaritmi semplificano notevolmente tali calcoli. Come disse Nepero:
“…niente è più noioso, colleghi matematici, nella pratica delle arti matematiche, dei grandi ritardi sofferti nella noia di lunghe moltiplicazioni e divisioni, nel trovare rapporti e nell’estrazione di radici quadrate e cubiche… [con] i molti errori sfuggenti che possono sorgere... ho trovato un modo straordinario per abbreviare il procedimento [in cui]... tutti i numeri associati alle moltiplicazioni e alle divisioni dei numeri, e con i lunghi e ardui compiti di estrarre le radici quadrate e cubiche sono essi stessi respinti dall’opera, e al loro posto vengono sostituiti altri numeri, che svolgono i compiti di questi respinti soltanto mediante addizione, sottrazione e divisione per due o tre.”. 

## Temi trattati
Il libro contiene cinquantasette pagine di materiale esplicativo e novanta pagine di tavole di funzioni trigonometriche e dei loro logaritmi napieriani. Queste tabelle semplificarono notevolmente i calcoli della trigonometria sferica, che sono fondamentali per l'astronomia e la navigazione celeste e che tipicamente includono prodotti di seni, coseni e altre funzioni. Napier descrive anche altri usi, ad esempio la risoluzione dei problemi relativi al rapporto.
John Napier ha trascorso 20 anni a calcolare le tabelle. Scrisse un volume separato descrivendo come costruì le sue tavole, ma ritardò la pubblicazione per vedere come sarebbe stato accolto il suo primo libro. Napier morì nel 1617. Suo figlio, Robert, pubblicò il libro di suo padre, Mirifici Logarithmorum Canonis Constructio, con aggiunte di Henry Briggs nel 1619.  La Constructio descrive in dettaglio come Napier creò e usò tre tavole di progressioni geometriche per facilitare la calcolo dei logaritmi della funzione seno.

## Le tabelle
Ai tempi di Nepero, la notazione decimale, come quella usata in Europa, rappresentava solo numeri interi. L'inclusione di una parte frazionaria con un numero decimale era stata proposta da Simon Stevin ma la sua notazione era scomoda. L’idea di usare un punto per separare la parte intera di un numero decimale dalla parte frazionaria fu proposta per la prima volta dallo stesso Napier nel suo libro Constructio, Sezione 5, “Nei numeri contraddistinti così da un punto in mezzo, qualunque cosa sia scritta dopo il periodo è una frazione, il cui denominatore è l'unità, seguita da tante cifre quante sono le cifre dopo il punto.“ Usò il concetto per facilitare un calcolo più accurato delle tabelle, ma non nelle tabelle stampate stesse... Pertanto il valore del seno di un angolo pubblicato nella sua tabella è un numero intero che rappresenta la lunghezza del lato opposto a quell'angolo in un triangolo rettangolo con ipotenusa di 10.000.000 di unità. Il logaritmo nella tabella, tuttavia, ha il valore del seno diviso per 10.000.000. Il logaritmo viene nuovamente presentato come un numero intero con un denominatore implicito di 10.000.000.
La tabella è composta da 45 coppie di pagine affiancate. Ogni coppia è etichettata in alto con un angolo, da 0 a 44 gradi, e in basso da 90 a 45 gradi. (La pagina da 44–45 gradi è un lato singolo). La prima colonna su ciascuna pagina della tabella rappresenta un incremento dell'angolo in minuti, da aggiungere al valore dei gradi nella parte superiore della pagina. La colonna all'estrema destra indica i minuti da aggiungere al valore dei gradi in fondo a ciascuna pagina. Questa disposizione è tale che per ogni riga di una pagina, l'angolo completo rappresentato dalla colonna 7 è il coangolo della colonna 1 (90° – colonna_1). Muovendosi verso l'interno, adiacente a ciascuna colonna dell'angolo c'è il seno di quell'angolo, seguito dal valore assoluto del logaritmo neperiano di quel seno. È possibile ottenere facilmente logcoseni per la colonna 1 leggendo tutta la pagina fino alla colonna 5 e viceversa. La colonna centrale mostra la differenza tra i due logaritmi, che è il logaritmo neperiano della funzione tangente (cotangente se si invertono i segni). [2] : cap. III 
Le tabelle possono essere utilizzate anche come tabella di logaritmi neperiani per numeri positivi inferiori a uno, utilizzando i valori del seno (colonne 2 e 6) come argomento e i valori del logaritmo (colonne 3 e 5) come logaritmo risultante.